# Jean-Claude Maire Vigueur
Jean-Claude Maire Vigueur (14 lutego 1943) – francuski historyk mediewista. 
Absolwent École normale supérieure w Paryżu. W latach 70. i 80. związany z Centre national de la recherche scientifique i École française de Rome. W latach 1990–2006 profesor Uniwersytetu Florenckiego, od 2006 Università degli Studi di Roma Tre. Zajmuje się historią społeczną średniowiecznej Italii. 

## Wybrane publikacje
- Cavaliers et citoyens. Guerre, conflits et société dans l'Italie communale, XIIe XIIIe siècles (= Civilisations et sociétés t. 114), Éditions de l'École des Hautes Études en Sciences Sociales, Paris 2003, ISBN 2-7132-1798-9
- Comuni e signorie in Umbria, Marche e Lazio UTET-Libreria, Turin 1987.
- Les pâturages de l'Eglise et la Douane du bétail dans la province du Patrimonio (XIVe-XVe siècles) Rom 1981.
- (redakcja) Signorie cittadine nell'Italia comunale Viella, Rom 2013, ISBN 978-88-6728-049-0.
- (redakcja) I podestà dell'Italia comunale., t. 1-2, (= Collection de l’École française de Rome Bd. 268), Rom 2000.

## Publikacje w języku polskim
- Rycerze i mieszczanie: wojna, konflikty i społeczeństwo w średniowiecznych Włoszech XII-XIII wiek, tł. Anna Gabryś, Warszawa: Wydawnictwo Naukowe PWN 2008.